# Crotaphytus antiquus
Crotaphytus antiquus är en ödleart som beskrevs av  Axtell och WEBB 1995. Crotaphytus antiquus ingår i släktet Crotaphytus och familjen Crotaphytidae. IUCN kategoriserar arten globalt som starkt hotad. Inga underarter finns listade i Catalogue of Life.